# Захариев, Юрий Валентинович
Юрий Валентинович Захариев (укр. Захарєєв Юрій Валентинович; род. 19 сентября 2002) — украинский боксёр, выступающий в полусредней и в первой средней весовых категориях. Член национальной сборной Украины, чемпион мира (2021), бронзовый призер чемпионата Европы (2022), чемпион мира среди молодёжи (2021), трёхкратный чемпион Европы среди молодёжи до 22 лет (2022) и среди молодёжи (2019, 2020), чемпион Украины (2021) в любителях.
Лучшая позиция по рейтингу BoxRec — 690-я (июнь 2024) и является 5-м среди украинских боксёров средней весовой категории, входя в ТОП-700 лучших боксёров среднего веса.

## Любительская карьера
Юрий Захариев стал чемпионом Украины среди молодежи в полусреднем весе в 2019 и 2020 годах. Выиграл молодежный чемпионат Европы 2019 года в Софии, молодежный чемпионат Европы 2020 года в Будве и молодёжный чемпионат мира 2021 года в Кельце в весовой категории до 69 кг.
В 2021 году завоевал титул чемпиона Украины в полусреднем весе во взрослых соревнованиях. В начале ноября 2021 года он стал чемпионом мира в Белграде (Сербия), в весе до 71 кг. Там он в финале победил россиянина Вадима Мусаева.
В марте 2022 года он стал чемпионом Европы среди молодёжи до 22 лет в Порече (Хорватия), в весе до 71 кг, в финале уверенно победив представителя Уэльса Гарана Крофта. Позже, в мае 2022 года он стал бронзовым призёром чемпионата Европы в Ереване (Армения), в полуфинале по очкам (2:3) проиграв англичанину Харрису Акбару, — который в итоге стал чемпионом Европы 2022 года.

## Профессиональный бокс
14 декабря 2024 года в Киеве (Украина) провел дебютный поединок в вечере бокса промоутерской компании Top Boxing Generation. Соперником стал джорнимэн, бывший претендент на титул чемпиона мира в первом среднем весе (до 69,9 кг) Джоэл Хулио (39-21, 33 КО). Несмотря на тотальную доминацию от украинца, острый комбинационный бокс и полученное рассечение многоопытный Хулио смог достоять до конца боя. По итогам 4-х раундов судьи единогласно отдали победу дебютанту UD4.
7 июня 2025 года в Киеве (Украина) принял участие в вечере промоутерской компании Top Boxing Generation. Оппонентом на второй профессиональный бой стал небитый 27-летний словак Борис Недбал (4-0). Юрий навязал темповой бокс и усиливал давление от раунда к раунду. В 3-м отрезке Недбал оказался в нокдауне после правого удара по корпусу. Смог продолжить, но в 4-м снова оказался на полу после затяжной серии. Словак смог встать, но почти сразу рефери видя состояние остановил бой. ТКО4.